# Aviron Bayonnais (Fußball)
Aviron Bayonnais Football Club ist eine französische Fußballmannschaft aus der baskischen Stadt Bayonne im Département Pyrénées-Atlantiques.
Sie ist eine von 16 Abteilungen des 1904 gegründeten Sportvereins Aviron Bayonnais („Aviron“ bedeutet „Rudersport“); die Fußballabteilung entstand erst 1935 als FCG. Die Vereinsfarben sind Hellblau und Weiß. Die Ligamannschaft spielt im Stade Didier Deschamps, das eine Kapazität von 3.500 Plätzen aufweist.
Vereinspräsident ist Lausséni Sangare; die erste Mannschaft wird derzeit von Erwann Lannuzel trainiert.

## Ligazugehörigkeit
Profistatus besaß Bayonne noch nie und hat demzufolge bisher auch nicht erstklassig (Division 1, seit 2002 in Ligue 1 umbenannt) gespielt; 2012 ist die erste Mannschaft aus der National in die viertklassige CFA und 2013 weiter in die fünfte Liga abgestiegen. Spielt derzeit aber wieder in der National 3.

## Bekannte Spieler
- Didier Deschamps (1980–1983)
- Stéphane Ruffier (1992–2002, 2005–2006)
- Alexis Genet (2004–2005)
- Jamal Mohammed (2004–2005)
- Aymeric Laporte (2009–2010)
- Steve Pinau (2010–2012)
- Chaker Alhadhur (2011–2012)
- Samuel Atrous (2011–2012)
- Alexandre Oukidja (2012)
- Jonathan Gradit (2012–2013)
- Jim Allevinah (2016–2018)
- Rémy Bonne (2016–2017)
- Charles-Elie Laprevotte (seit 2022)